# Kjotski protokol
Kjotski protokol je mednarodni sporazum, ki je  poskušal zmanjšati emisije ogljikovega dioksida in petih ostalih toplogrednih plinov. Sprejelo ga je 141 držav sveta, da bi zaustavile segrevanje ozračja. Okvirna konvencija za preprečevanje podnebnih sprememb je nastala pred trinajstimi leti, Kjotski protokol pa ji je bil dodan pred približno osmimi leti.
Protokol je začel veljati 16. februarja 2005 z rusko ratifikacijo. Emisije držav, ki so sporazum ratificirale, predstavljajo 61 % globalnih emisij. Obdobje 2008–2012 je bilo določeno kot prvo ciljno obdobje, v katerem bi države, ki so protokol ratificirale, skušale emisije zmanjšati za najmanj pet odstotkov v primerjavi z letom 1990. Če ta cilj primerjamo s količino emisij, ki bi jih pričakovali za leto 2010 brez uresničevanja ciljev protokola, pomeni pravzaprav 29 % znižanje. Cilj do leta 2012 ni bil dosežen.

## Zakaj je protokol potreben
Protokol je poskušal omejiti emisije šestih plinov: ogljikovega dioksida, metana, dušikovega oksida, fluoriranih ogljikovodikov, perfluoriranih ogljikovodikov in žveplovega heksafluorida. Vsi izmed naštetih plinov spadajo med toplogredne pline, ki vpijajo toplotno sevanje zemeljske površine. Brez njih ne bi bilo življenja na Zemlji, saj bi se toplota razpršila v vesolje.
Zaradi pospešenega razvoja industrije so se v zadnjih desetletjih emisije teh plinov izrazito povečale. Nastajajo namreč z izgorevanjem fosilnih goriv, v kmetijstvu, pri ravnanju z odpadki, kot izpušni plini prevoznih sredstvih in pri industrijskih procesih. Učinek tople grede je zato zelo narasel, kar je privedlo do segrevanja ozračja.
Segrevanje ozračja je povzročilo spremembe podnebja, ki se po mnenju strokovnjakov že kažejo. V Sloveniji se je v letih 1951−2000 temperatura zraka v povprečju zvišala za 1,1 stopinje. Povprečna globalna temperatura se je povečala za 0,6 stopinje, po napovedih pa naj bi se do leta 2010 zvišala za med 1,4 do 5,8 stopinje. Verjetno se bo povečalo tudi število vročih dni, razlika med jutranjo in popoldansko temperaturo pa se bo zmanjšala. Pričakovati je tudi različno porazdelitev padavin prek leta. Vse temperature in spremembe se danes počasi a vztrajno vsako leto povečujejo.

## Različna stališča glede protokola
Kjotski protokol je bil prvi korak do zmanjšanja učinkov tople grede in segrevanja ozračja, pravijo njegovi zagovorniki. To so predvsem Evropska unija in okoljevarstvene organizacije, podporo protokolu pa je izrazila tudi Organizacija združenih narodov. 
Nekateri so dvomili v okoljevarstveni pomen Kjotskega protokola in ga označili le kot način preselitve bogastva v države tretjega sveta. Eden izmed zadržkov je tudi dejstvo, da so zastavljeni cilji brez sodelovanja Združenih držav Amerike praktično nedosegljivi. Za korenitejša zmanjšanja emisij bi bil potreben nov sporazum, ki bi ga uveljavljale tudi ZDA in druge hitro rastoče države, ki emitirajo bistveno več toplogrednih plinov kot vsa Evropska unija skupaj.
Nekateri skeptiki razmišljajo tudi tako: če bodo industrijske države želele zmanjšati emisije toplogrednih plinov, se bo zmanjšalo povpraševanje po fosilnih gorivih. Če bo povpraševanja po fosilnih gorivih manj, bo njihova cena padla. Tako bodo postale dosegljivejše za revnejše države, ki jih bodo začele s pridom izkoriščati. 
Vendar obstaja še pomembnejši razlog za skepso o učinkovitosti Kjotskega protokola. Tudi velike ekonomije v vzponu ( Kitajska, Indija in sploh JV Azija) niso imele namena pridružiti se protokolu, ki bi jih samoomejeval. Zahod je imel 200 let časa za razvoj, ki je pretežno temeljil na izrabljanju (poceni) fosilnih virov energije in bi bila zahteva za samoomejevanje držav v razvoju pravzaprav rasizem. Brez Kitajske in Indije je bil protokol neučinkovit in nesmiselen in bi ga bilo potrebno nadgraditi s preprostim načelom: z omejevanjem rojstev oz. prirastka prebivalstva bi isti cilj dosegli enostavneje. Ob dejstvu, da je v tem času bilo na planetu približno 1,5 milijard glav govedi, ki proizvedejo približno 25-krat toliko toplogednih plinov kot vsi avtomobili in ob dejstvu, da človeštvo z dihanjem proizvede približno 5-krat toliko CO2 kot vsi avtomobili, je rešitev bila samo drastično znižanje svetovne populacije z regulacijo na mednarodni ravni.

### Stališče Združenih držav Amerike
Senat ZDA je leta 1997 ocenil, da bi uresničevanje ciljev protokola povzročilo resno škodo gospodarstvu Amerike. Kljub temu je podpredsednik Al Gore leta 1998 protokol podpisal. Čeprav so ZDA podpisnice protokola, pa ga niso ratificirale in zato do njega nimajo nikakršnih obveznosti.
Administracija ameriškega predsednika Georgea Busha je leta 2001 Kjotski protokol označila kot krivičnega, saj sta denimo Ljudska republika Kitajska in Indija bili oproščeni zmanjševanja emisij. Kitajska, Indija, Brazilija in še nekatere druge države v razvoju niso bile vključene v protokol, da ta ne bi onemogočil njihove gospodarske rasti.

### Stališče Rusije
Pristop Rusije je postal nujen, ko so leta 2001 od njega odstopile ZDA, saj je moralo protokol, da bi ta stopil v veljavo, podpreti najmanj 55 držav, ki v ozračje izpustijo najmanj 55 odstotkov toplogrednih plinov.
Nasprotniki ratifikacije trdijo, da gre za politično in vsiljeno odločitev, saj bi v zameno Evropska unija Rusiji pomagala pri vstopu v Svetovno trgovinsko organizacijo.
Od razpada Sovjetske zveze je rusko gospodarstvo močno nazadovalo, s tem pa se je zmanjšala tudi količina emisij in toplogrednih plinov. Zaradi tega Rusiji ne bi bilo težko doseči zmanjšanja v primerjavi z letom 1990 in bo tako lahko služila s prodajo emisijskih kuponov (glej Delovanje protokola) ostalim državam.
Svetovalec ruskega predsednika za gospodarske zadeve Andrej Ilarijonov, ki je bil nasprotnik Kjotskega protokola, je opozoril, da bi uresničevanje protokola vodilo do drastičnega zmanjšanja ruskega bruto domačega proizvoda.

### Stališče Evropske unije
EU je tiste čase proizvajala okoli 21 % vseh emisij toplogrednih plinov. Zavezala se je, da jih bo v povprečju zmanjšala za osem odstotkov glede na leto 1990. Države članice, ki cilja ne bodo dosegle, bodo morale plačati globo – leta 2005 so za vsako tono CO2 preveč morale plačati 40 €.

### Stališče Kanade
Kanada je Kjotski protokol podpisala, vendar glede njega še vedno ni enotna. Z vlado se ni strinjala  predvsem zvezna država Alberta, kateri nafta in zemeljski plin prinašata velik del dobička. Ker so največji trgovski partner Kanade ZDA, so se nekatera kanadska podjetja bala, da z ameriškimi podjetji zaradi uresničevanja ciljev protokola ne bodo mogle več enakopravno tekmovati.

### Stališče Avstralije
John Howard, avstralski premier, je dejal: »Vse dokler ne bodo največji onesnaževalci na svetu, med njimi tudi ZDA in Kitajska, postali del Kjotskega režima, je protokol skorajda nekoristen in celo škodljiv za države, kot je Avstralija.« Avstralija je po količini emisij na prebivalca takoj za ZDA. Premier meni, da si je ne glede na to tudi brez protokola Avstralija dovolj prizadevala v smeri zmanjševanja emisij.
Okoljevarstvena organizacija Greenpeace Kjotskemu protokolu nasprotuje, saj je menila, da je postavil preskromne cilje, da bi z njimi uspel preprečiti nevarne podnebne spremembe. V protest so aktivisti na londonski borzi skušali preprečiti trgovanje z nafto.